# Granica austriacko-słowacka

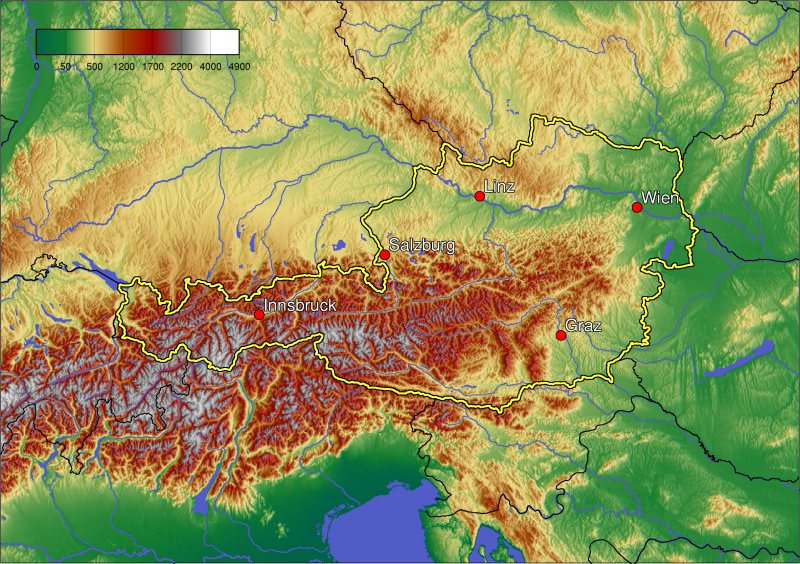
Mapa Austrii

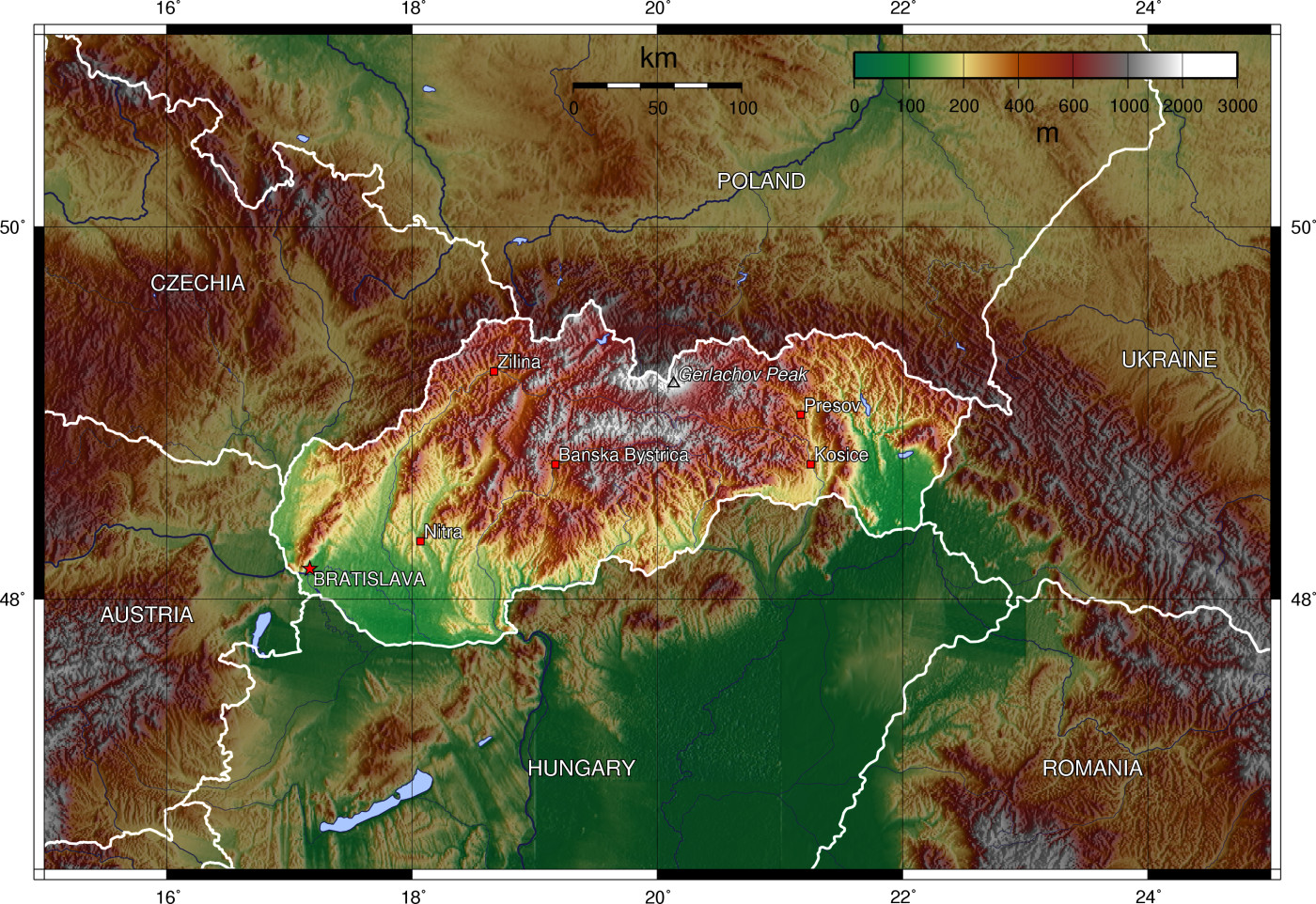
Mapa Słowacji

Granica austriacko-słowacka – granica państwowa, pomiędzy Austrią oraz Słowacją, istniejąca od powstania Słowacji w wyniku podziału Czechosłowacji 1 stycznia 1993. Jest wewnętrzną granicą UE oraz strefy Schengen.

## Kształtowanie się granicy
Granica powstała po ogłoszeniu niepodległości przez Czechosłowację po I wojnie światowej i została uznana przez Ententę. Po likwidacji Czechosłowacji przez Hitlera w 1939 roku granica nowo powstałej faszystowskiej Słowacji została w kilku miejscach nieznacznie przesunięta na korzyść należącej wówczas do Rzeszy Austrii. Po zakończeniu II wojny światowej granicę przywrócono w kształcie niemal identycznym jak przed anszlusem – jedyną zmianą było wydłużenie granicy po przyłączeniu do Czechosłowacji przyczółka bratysławskiego. Również po podziale Czechosłowacji granice nowych państw nie były zmieniane.

## Przebieg granicy
Granica zaczyna się na trójstyku granic z Czechami, pomiędzy miejscowościami Hohenau an der March (AUT) i Borský Svatý Jur (SVK). Granica biegnie na południe, do miejscowości Devin, gdzie skręca na wschód korytem rzeki Dunaj, aż do miejscowości Karlova Ves. Dalej granica biegnie na południowy wschód pozostawiając rzekę Dunaj po stronie Słowacji i osiąga trójstyk z Węgrami.

## Przejścia graniczne
Przejścia graniczne zlikwidowano po przystąpieniu do strefy Schengen.

### przejścia drogowe
- Bratislava-Petržalka - Berg
- Moravský Svätý Ján – Hohenau
- Bratislava-Jarovce - Kittsee (tylko ruch osobowy)

### przejścia kolejowe
- Bratislava-Devínska Nová Ves - Marchegg
- Bratislava-Petržalka - Kittsee